# Maupiti (comuna)
Maupiti é uma comuna da Polinésia Francesa, nas Ilhas de Sotavento, arquipélago da Sociedade. Estende-se por uma área de 14 km², com  1 191 habitantes, segundo os censos de 2002, com uma densidade de 88 hab/km².

As ilhas que compõe a comuna de Maupiti